# Paromelix unicolor
Paromelix unicolor là một loài bọ cánh cứng trong họ Cerambycidae.